# Kostel Narození Panny Marie (Ročov)
Kostel Narození Panny Marie v Ročově je římskokatolický farní kostel vystavěný v novogotickém slohu v letech 1878-1883.

## Historie

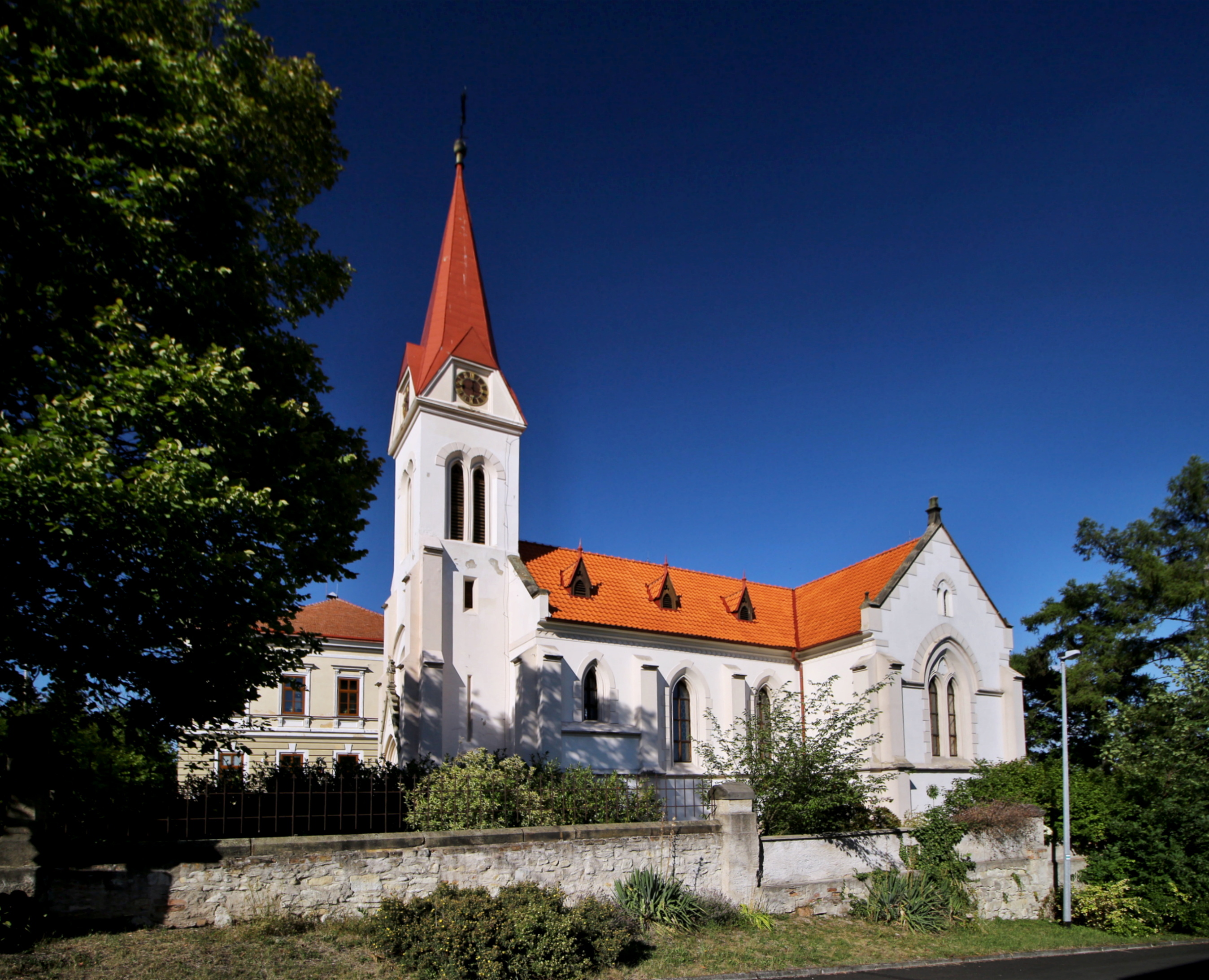
Ročovský kostel od západu

Původně gotický kostel byl stavěný současně s městečkem Horní Ročov v roce 1355. Dokončen byl pravděpodobně roku 1358. Tento kostel byl v roce 1674 obnoven. Dnešní pseudogotický kostel pochází z let 1878-1883.

## Architektura
Jedná se o jednolodní obdélnou stavbu s pětibokým presbytářem. Má příčnou loď a věž v průčelí. Uvnitř je sklenut křížově bez žeber.

## Zařízení
Zařízení kostela je pseudogotické z poslední čtvrtiny 19. století. Kamenná křtitelnice pochází z období kolem roku 1600.